# Star Wars Resistencia
Star Wars Resistencia (título original: Star Wars Resistance) es una serie de televisión animada estadounidense dentro del universo de La guerra de las galaxias e inspirada en el anime japonés. La serie es producida por Lucasfilm Animation y dirigido por Dave Filoni tras el fin de la serie Star Wars Rebels. La serie se estrenó en Disney Channel el 7 de octubre de 2018 y luego debutó en Disney XD en los Estados Unidos y el resto del mundo.

## Historia
La serie se desarrolla décadas después de los eventos de El retorno del Jedi que pone fin a la guerra civil galáctica relatada en La Guerra de las Galaxias. Kazuda Xiono es un joven piloto de caza de la Nueva República Galáctica que, tras una escaramuza con cazas de la Primera Orden, es reclutado por Poe Dameron para la Resistencia liderada por Leia Organa. Su primera misión es espiar los movimientos de la cada vez más amenazante Primera Orden en "Colossus", una estación de reabastecimiento de combustible en el planeta oceánico Castilon y uno de los lugares más conocidos para participar en carreras de naves en el borde exterior de la galaxia. La serie comienza seis meses antes de El despertar de la Fuerza y eventualmente se cruzará con los acontecimientos de esta entrega cinematográfica en los capítulos finales de la primera temporada.
Disney anunció el estreno de una segunda temporada previsto para finales de 2019 en su canal de televisión Disney Channel. La segunda temporada comienza cruzando con Los últimos Jedi y yendo hacia El ascenso de Skywalker. Esta temporada inicia con la estación Colosos devenida en nave espacial y a todos sus habitantes escapando de las garras de la Primera Orden.

## Características
La serie, al igual que las películas para televisión de la saga: "Caravana de Valor: La Aventura de los Ewoks" del año 1984 y "Ewoks: La Batalla por Endor" del año 1985, el Especial televisivo navideño de Star Wars de 1978, y la película Han Solo: una historia de Star Wars de 2018, se caracteriza por no tener entre sus protagonistas ningún Jedi o Sith, aprendices de tal, ni historia alguna vinculada a "la fuerza".

## Reparto y personajes

### Principales
| Personaje          | voz EE. UU.            | Doblaje Hispanoamérica      | Doblaje España                      |
| ------------------ | ---------------------- | --------------------------- | ----------------------------------- |
| Kazuda "Kaz" Xiono | Christopher Sean       | José Antonio Toledano       | Guillermo Romero Mario García       |
| Jarek Yeager       | Scott Lawrence         | Raúl Solo                   | Juan Carlos Gustems Gabriel Jiménez |
| Neeku Vozo         | Josh Brener            | Iván Bastidas               | Fernando Cabrera                    |
| Tam Ryvora         | Suzie McGrath          | Andrea Orozco               | Isabel Valls Nieves "Nikki" García  |
| Orka               | Bobby Moynihan         | Óscar Gómez                 |                                     |
| Flix               | Jim Rash               | Miguel Ángel Ruiz           | Jesús Maniega                       |
| Hype Fazon         | Donald Faison          | Mario Castañeda             | David García Vázquez                |
| Torra Doza         | Myrna García Velasco   | Andrea Arruiti Alicia Vélez | Cristina Yuste                      |
| Major Elrik Vonreg | Lex Lang               | Pascual Meza                | Eduardo Bosch                       |
| Griff Halloran     | Stephen Stanton        | Hermán López                |                                     |
| Freya Fenris       | Mary Elizabeth McGlynn | Gabriela Guzmán             |                                     |
| Bo Keevil          | Dave Filoni            | Óscar Rangel                |                                     |
| El droide BB-8     |                        |                             |                                     |

### Recurrentes
| Personaje           | voz EE. UU.                     | Doblaje Hispanoamérica         | Doblaje España              |
| ------------------- | ------------------------------- | ------------------------------ | --------------------------- |
| General Leia Organa | Carolyn Hennesy                 | Olga Donna-Dío                 | María Luisa Solá            |
| Tia Z               | Tovah Feldshuh                  | Katalina Múzquiz Yolanda Vidal |                             |
| Poe Dameron         | Oscar Isaac                     | Hugo Serrano                   | Guillermo Romero            |
| Capitana Phasma     | Gwendoline Christie Ellen Dubin | Rebeca Patiño                  | Ana María Marí              |
| Jace Rucklin        | Elijah Wood                     | Alan Fernando Velázquez        |                             |
| Los Chelidae        |                                 |                                |                             |
| Marcus Speedstar    | Keston John                     | Arturo Castañeda Mendoza       |                             |
| Synara San          | Nazneen Contractor              | Fernanda Robles Patiño         | Elena Ruiz Cecilia Santiago |
| Kragan Gorr         | Gary Anthony Williams           | Carlos Segundo Bravo           | Juan Carlos Lozano          |
| Ninavakasa Nalor    |                                 |                                |                             |

### Invitados
| Personaje | voz EE. UU.              | Doblaje Hispanoamérica   | Doblaje España |
| --------- | ------------------------ | ------------------------ | -------------- |
| C-3PO     | Anthony Daniels          | Leyla Rangel             |                |
| FN-2187   | John Boyega              | Abraham Vega             |                |
| Kylo Ren  | Adam Driver Matthew Wood | Alejandro Orozco Antúnez |                |
| R4-D12    |                          |                          |                |
| Oplock    |                          |                          |                |

## Episodios

### Primera Temporada (2018-2019)
La primera temporada transcurre entre Poe Dameron 25 y El despertar de la Fuerza; hacia el año 34 DBY
| N.º | Título                                                     | Estreno en Estados Unidos | Estreno en Hispanoamérica | Estreno en España       | Código |
| --- | ---------------------------------------------------------- | ------------------------- | ------------------------- | ----------------------- | ------ |
| 1 | «“El Recluta (primera parte)”»                             | 7 de octubre de 2018      | 12 de octubre de 2018     | 7 de octubre de 2018    | 101    |
| El joven piloto de la Nueva República, Kazuda Xiono, es reclutado en la Resistencia por el comandante Poe Dameron, quien lleva a Kaz a Colossus, una estación de reabastecimiento de combustible en el planeta oceánico Castilon. La misión de Kaz es conocer a todos en este refugio para los mejores pilotos de la galaxia y saber quién está trabajando con la Primera Orden. Después de que un malentendido pinte a Kaz como el autoproclamado "mejor piloto de la galaxia conocida", debe competir en una peligrosa carrera para demostrar su valía. |                                                            |                           |                           |                         |        |
| 2 | «“El Recluta (segunda parte)”»                             | 7 de octubre de 2018      | 12 de octubre de 2018     | 7 de octubre de 2018    | 102    |
| El asociado de Poe, Jarek Yaeger, le presta a Kaz una nave de carreras que necesita reparaciones, llamada: "La bola de fuego", hecho que molesta al mecánico Tam Ryvora. Kaz elige al joven piloto Torra Doza como su oponente, y pronto se entera de que ella está invicta. Kaz corre una buena carrera, pero se estrella cuando empuja la bola de fuego demasiado fuerte. |                                                            |                           |                           |                         |        |
| 3 | «“El Triple Oscuro”»                                       | 14 de octubre de 2018     | 19 de octubre de 2018     | 14 de octubre de 2018   | 103    |
| Mientras Kaz se esfuerza por mantener su disfraz de mecánico en Colossus, la tienda de Yeager recibe a un nuevo cliente Neimoidian Hallion Nark, que quiere que las reparaciones de su nave se completen antes de la próxima "triple oscuridad", una tormenta que provoca Baja visibilidad en Castilon. Además de hacer malabarismos con su trabajo como mecánico y espía, Kaz también tiene que lidiar con Aleena Grevel por las deudas acumuladas durante un juego de holodarts. El pirata de Quarren Kragan Gorr y su pandilla atacan al Coloso durante una tormenta "triple oscura". Kaz logra ahuyentar a los piratas utilizando un enlace de comunicación para enviar una interferencia a sus sistemas de comunicaciones. En la exposición, se revela que Kragan y sus piratas son representantes de la Primera Orden, que esperan usar el caos para establecerse en Colossus. |                                                            |                           |                           |                         |        |
| 4 | «“Hipercombustible (LA) / Combustible para el fuego (ES)”» | 21 de octubre de 2018     | 27 de octubre de 2018     | 21 de octubre de 2018   | 104    |
| Aún luchando por encajar como mecánico en el taller de reparaciones de Yeager, Kaz se hace amigo del joven piloto Jace Rucklin y sus asociados. Después de ganarse la confianza, Rucklin convence a Kaz de que le permita visitar la sala de trofeos de Yeager con el pretexto de ver al corredor de Yeager. Rucklin roba una botella de hipercombustible corelliano para su nave de carreras. Al enterarse del robo y la naturaleza volátil del hipercombustible, Kaz salva la vida de Rucklin, pero se gana la enemistad del joven piloto y sus amigos. A pesar de su desempeño insatisfactorio, Yeager le da a Kaz una segunda oportunidad porque lo ve como una buena persona que salvó a Rucklin de sí mismo. |                                                            |                           |                           |                         |        |
| 5 | «“La gran torre(LA) / La torre alta (ES)”»                 | 28 de octubre de 2018     | 1 de diciembre de 2018    | 28 de octubre de 2018   | 105    |
| El racionamiento de combustible del capitán Doza obliga a Kaz y al resto del equipo de Yeager a ir la cafetería de la Tía Z, donde Kaz se encuentra con Hype Fazon. Hype revela que la Primera Orden está trayendo combustible a Colossus, y Kaz se pone a investigar cómo es que llega la nave de la Primera Orden. Hype invita a Tam, Kaz y BB-8 a visitar la Torre Alta, y Kaz acepta con entusiasmo, esperando descubrir qué está haciendo la Primera Orden en la plataforma. Usando un comunicador, escucha la reunión del comandante Vonreg con Doza y descubre que la Primera Orden ofrece protección de los piratas a cambio del control de la estación, sin embargo, al salir, Vonreg descubre las acciones de Kaz. Después de una audaz persecución y un encuentro con Doza y su hija, Torra-Kaz, finalmente regresa a la tienda de Yeager, pero no antes que Doza comience a sospechar que él es el espía. |                                                            |                           |                           |                         |        |
| 6 | «“Los niños de Tehar”»                                     | 4 de noviembre de 2018    | 15 de diciembre de 2018   | 4 de noviembre de 2018  | 106    |
| Kaz daña el compensador de aceleración de Tam y promete reemplazarlo aunque no tenga mucho dinero. En el local de Tía Z, Kaz escucha sobre una recompensa de 20.000 créditos por recuperar dos niños fugitivos, lo que podría resolver sus problemas de dinero. Kaz se encuentra con los niños, Kel y Eila, en el mercado, pero escapan. Neeku presenta a Kaz a los ingenieros de la plataforma, los "marinos" Chelidae, quienes prometen cuidar de Kel y Eila. Kaz es convocado por Doza, quien le pregunta acerca de los niños. Una vez que Kaz se va, Doza se pone en contacto con el capitán Phasma de la Primera Orden, que envía tropas para recuperar a los fugitivos, pero dos Chelidae fingen su muerte al saltar al agua y reducir la velocidad de sus signos de vida. Kaz transmite información de inteligencia a la Resistencia sobre Kylo Ren y la Primera Orden eliminando a Kel y la aldea de Eila en Tehar, en las Regiones Desconocidas. |                                                            |                           |                           |                         |        |
| 7 | «“Señal del Sector Seis”»                                  | 11 de noviembre de 2018   | 22 de diciembre de 2018   | 11 de noviembre de 2018 | 107    |
| Mientras Kaz y Poe realizan un ejercicio de entrenamiento de rutina, una señal de socorro les es enviada, desde una nave dañada atacada por los piratas que contiene extrañas formas de vida a bordo. En ella encuentran y rescatan a la misteriosa y encubierta pirata Synara. a la que llevan e introducen la estación de reabastecimiento de combustible "Colossus", en el planeta oceánico Castilon. |                                                            |                           |                           |                         |        |
| 8 | «“La puntuación de Synara”»                                | 18 de noviembre de 2018   | 29 de diciembre de 2018   | 18 de noviembre de 2018 | 108    |
| En una misión secreta para reparar una plataforma de defensa vital, Kaz se hace amigo de la misteriosa y encubierta pirata Synara. La misión secreta es deducida por Synara, quien avisa a los piratas que la estación de reabastecimiento de combustible "Colossus" esta momentameamente indefensa permitiendo a los piratas atacarla sin mayores defensas y resistencias. |                                                            |                           |                           |                         |        |
| 9 | «“La plataforma clásica”»                                  | 25 de noviembre de 2018   | 2 de febrero de 2018      | 25 de noviembre de 2018 | 109    |
| Una de las llamadas "carrera próxima" reúne a Yeager con su hermano Marcus "Speedstar" (Estrella de la velocidad) de quien estaba distanciado desde hacía diez años. Marcus necesita ganar esa carrera para pagar una deuda que mantiene con una organización criminal llamada "La banda de la muerte Guaviana". A Marcus lo acompañan su astro mecánico R4-D12 y Oplock un humanoide de-la-raza "cracek" que es retenido por "La banda de la muerte Guaviana" hasta tanto Marcus pague la deuda. |                                                            |                           |                           |                         |        |
| 10 | «“Secretos y hologramas”»                                  | 2 de diciembre de 2018    | 9 de febrero de 2019      | 2 de diciembre de 2018  | 110    |
| Cuando un Kaz determinado trata de descubrir la verdad sobre el Capitán Doza, él y Torra se embarcan en una aventura en la que descubren más sobre la torre de lo que cualquiera de los dos esperaba. |                                                            |                           |                           |                         |        |
| 11 | «“Estacion Theta negra”»                                   | 9 de diciembre de 2018    | 16 de febrero de 2019     | 9 de diciembre de 2018  | 111    |
| Cuando Poe y Kaz encuentran una antigua instalación minera de la Primera Orden, BB-8 descubre que la instalación no está tan abandonada. Kaz toma prestada la Bola de Fuego para encontrarse con Poe y la Resistencia. Sin embargo, Tam no había terminado de instalar el estabilizador y Kaz pierde el control de la nave. Es rescatado por una corbeta de resistencia CR90. El General Organa asigna a Poe y Kaz para explorar una posible trayectoria de vuelo de Primer Orden. Viajando a las coordenadas, descubren Station Theta Black, una instalación minera de asteroides de First Order. Su presencia atrae la atención del capitán Phasma y el comandante Vonreg, que lideran un contingente para destruir la estación, eliminando la evidencia de su existencia. Tras una persecución, Kaz y Poe lograron escapar de la estación condenada. De vuelta en la base, Kaz, Poe y Leia están de acuerdo en que se avecina una guerra. |                                                            |                           |                           |                         |        |
| 12 | «“Bibo”»                                                   | 13 de enero de 2019       | 23 de febrero de 2019     | 13 de enero de 2019     | 112    |
| Mientras visita los muelles de carga de Colossus, Neeku se hace amigo y adopta a una criatura marina babosa llamada Bibo. La nueva mascota de Neeku causa tensión con el resto de Team Fireball, incluido su empleador Yeager. Bibo se escapa y Neeku recluta la ayuda de Tam para encontrar a su mascota. Encuentran a Bibo en las manos seguras de Kel y Eila, pero Eila advierte que "algo" vendrá por Bibo. Mientras tanto, Synara lleva a Kaz en una expedición de rescate en un intento de investigar su pasado. Sin embargo, un gran monstruo marino asedia la plataforma. A instancias de Tam, Neeku entrega a Bibo a la criatura, que resulta ser la madre de Bibo. |                                                            |                           |                           |                         |        |
| 13 | «“Negocio peligroso”»                                      | 20 de enero de2019        | 4 de agosto de 2019       | 20 de enero de 2019     | 113    |
| A medida que mejoran las habilidades mecánicas de Kaz, consigue un trabajo de medio tiempo en la tienda de Adquisiciones de Orka y Flix mientras ellos están visitando a su familia. Kaz también tiene que cuidar a la mascota del dúo, Gorg Bitey, que tiene una propensión a morder. Un cliente extranjero llamado Teroj Kee visita las Adquisiciones, buscando un conector de fase. Teroj atrae a Kaz a una trampa dentro de un contenedor de carga e intenta tirar al mar. Después de robar el conector de fase, Teroj sale a bordo de un carguero con soldados de asalto de primer orden. Kaz escapa del contenedor y sabotea al carguero, negando a Teroj y sus manejadores de First Order el acceso al conector de fase. |                                                            |                           |                           |                         |        |
| 14 | «“El dilema de doza”»                                      | 27 de enero de 2019       | 5 de mayo de 2019         | 27 de enero de 2019     | 114    |
| Bajo las órdenes del comandante Pyre, Kragan y su banda de piratas Warbirds se embarcan en un complot para secuestrar a la hija del capitán Doza Torra para obligar al capitán Doza a aceptar la protección de la Primera Orden sobre el Coloso. El espía de Kragan, Synara, tiene la tarea de ayudar a los infiltrados piratas Drell y Valik a infiltrarse en la Torre Doza. Siendo apegado a Kaz y sus amigos, Synara se desilusiona con ser un pirata. Drell y Valik lograron secuestrar a Torra y entregarla a la barcaza de Kragan. Las fuerzas de la Primera Orden dirigidas por el Mayor Vonreg rescatan a Torra y la devuelven al Capitán Doza, quien está bajo más presión para aceptar la protección de la Primera Orden. Mientras tanto, Kaz sospecha de Synara, mientras que los Warbirds de Kragan cortan lazos con la Primera Orden. |                                                            |                           |                           |                         |        |
| 15 | «“La ocupación de la primera orden”»                       | 3 de febrero de 2019      | 12 de mayo de 2019        | 3 de febrero de 2019    | 115    |
| Con la Primera Orden ganando una mayor presencia de seguridad en el Coloso, Yeager aconseja a Kaz que mantenga un perfil bajo. Sin embargo, cuando los soldados de asalto llegan, diciendo que sospechan que Synara es un espía pirata, Kaz decide ayudarla a escapar del Coloso, lo que le permite reunirse con Kragan. |                                                            |                           |                           |                         |        |
| 16 | «“El nuevo Trooper”»                                       | 10 de febrero de 2019     | 19 de mayo de 2019        | 10 de febrero de 2019   | 116    |
| Kel y Elia buscan ayuda de Kaz que involucre a un soldado de asalto que noquearon. Para evitar que el soldado de asalto se pierda, Kaz toma su armadura y se infiltra en la Primera Orden, al enterarse de que la Primera Orden está planeando una adquisición a gran escala del Coloso. Logrando escapar con una barra de datos de la lanzadera del Comandante Pyre y devolver su armadura a su dueño |                                                            |                           |                           |                         |        |
| 17 | «“El problema central”»                                    | 17 de febrero de 2019     | 26 de mayo de 2019        | 17 de febrero de 2019   | 117    |
| Kaz acompaña a Poe en una misión para investigar la actividad de la Primera Orden en el sistema Dassal dentro de las Regiones Desconocidas. Viajando allí, descubren que el sol del sistema se ha desvanecido, varios planetoides destrozados y que el planeta Najra-Va ha sido perforado. Kaz y Poe se encuentran con un droide sonda de Primera Orden en una luna abandonada, cuya población ha sido eliminada por la Primera Orden. Después de escapar de los luchadores TIE de First Order, Kaz y Poe forman parte de la compañía con BB-8 acompañando a Poe en una misión a Jakku. Al regresar con el droide astromecánico CB-23, los frecuentes viajes de Kaz fuera del mundo comienzan a atraer la sospecha de Tam. |                                                            |                           |                           |                         |        |
| 18 | «“Los desaparecidos”»                                      | 24 de febrero de 2019     | 11 de agosto de 2019      | 24 de febrero de 2019   | 118    |
| Las carreras son prohibidas por la Primera Orden mientras que tiraniza con su garra sobre el Coloso. Varios residentes de Coloso, incluido el líder del escuadrón de ases, Hype Fazon (a quien no le gusta el hecho de que las carreras ya no estén permitidas) y la Tía Z desaparecen misteriosamente. Kaz ayuda a su amiga Torra Doza a investigar la desaparición de Hype. Mientras tanto, Yeager y el capitán Doza se unen para enviar un mensaje a la Resistencia. Kaz y Torra descubren que Hype, la tía Z y otros dos residentes están encarcelados en los muelles del oeste. Liberan a los prisioneros y los ayudan a escapar del mundo para encontrar ayuda. Al regresar a la tienda de Yeager, Kaz y el equipo de la nave "Bola de Fuego" son arrestados por el comandante Pyre. |                                                            |                           |                           |                         |        |
| 19 | «“Descendencia”»                                           | 3 de marzo de 2019        | 18 de agosto de 2019      | 3 de marzo de 2019      | 119    |
| Con la ayuda de Bucket y los Chelidae, Kaz, Yeager, Neeku y CB-23 lograron escapar del Comandante Pyre y huir a los niveles inferiores del Coloso, pero Bucket está dañado por los soldados de asalto. Mientras huye, Kaz revela su identidad a Neeku, pero cree que Kaz está bromeando. Creyendo que la situación es un malentendido, Tam se entrega a la Primera Orden en lugar de huir. El agente de la Oficina de Seguridad de First Order Tierny gana su confianza al revelar la verdadera identidad de Kaz como un espía de la Resistencia mientras la engaña para que piense que la Primera Orden es la fuerza de paz. Mientras tanto, Kaz y los demás se reúnen con Kel, Eila, Chelidae y un Cubo reparado en la cubierta de ingeniería. A Kaz se le ocurre un plan para eliminar la interferencia de comunicaciones de la Primera Orden al hundir la estación. Con la ayuda del capitán Doza, el plan de Kaz funciona, pero Tierny se vuelve sospechoso al darse cuenta de que solo la Torre Doza está aún por encima del agua. Él, Yeager y CB-23 logran nadar hasta la Torre Doza y deshabilitan el jammer lo suficiente como para que Kaz envíe un mensaje a la Resistencia. Sin embargo, Yeager voluntariamente se deja capturar para que Kaz pueda escapar. Volviendo a la plataforma de ingeniería, Kaz y los demás reciben las disculpas del General Organa de que la Resistencia no puede ayudarlos, y finalmente convencen a Neeku de que Kaz es un espía de la Resistencia. Sin desanimarse, Kaz comienza su propia celda de Resistencia para rescatar a sus amigos y expulsar a la Primera Orden de Coloso. Sin saberlo, Kragan y los piratas también recibieron el mensaje de Kaz, lo que atrajo la atención de Synara. |                                                            |                           |                           |                         |        |
| 20 | «“Sin escapatoria - Primera parte”»                        | 10 de marzo de 2019       | 25 de agosto de 2019      | 10 de marzo de 2019     | 120    |
| Cuando el capitán Doza protesta por el encarcelamiento de Yeager, Pyre decide que ha agotado su utilidad y hace que él y los ases sean arrestados. 4D, el ayudante de droides de Doza, trata de ayudar a Doza, pero es destruido por Pyre. Mientras tanto, Kaz, Neeku, Kel y Olia capturan el centro de control de la plataforma para que Kaz y CB-23 puedan infiltrarse en las celdas de detención. Pronto descubren un hiperimpulsor sobre sus cabezas y se dan cuenta de que Colossus es una nave estelar y comienzan a prepararse para el despegue. Al mismo tiempo, el agente Tierny manipula el resentimiento de Tam hacia Kaz para motivarla a unirse a la Primera Orden y revela que Yeager sabía quién era Kaz realmente todo este tiempo. Esto se respalda aún más cuando Tam arremete contra un Yeager capturado por ocultar la verdadera identidad de Kaz todo este tiempo. Kaz se encuentra con Torra, quien acepta llevarlo a las celdas. En un momento dado, son capturados por un droide de primer orden, que casi regala su ubicación antes de que el CB-23 lo detenga. Pronto escucharon a escondidas a un grupo de soldados de asalto que ven una transmisión del General Hux, proclamando el final de la Nueva República. Kaz solo puede mirar con horror como Starkiller Base destruye su hogar de Hosnian Prime y sus padres junto con él. |                                                            |                           |                           |                         |        |
| 21 | «“Sin escapatoria - Segunda parte”»                        | 17 de marzo de 2019       | 25 de agosto de 2019      | 17 de marzo de 2019     | 121    |
| Este episodio comienza con el discurso de Hux y Kaz aprendiendo que Hosnian Prime está destruido. Kazuda y sus amigos rescatan al capitán Doza y Yeager de la cárcel. Kaz le cuenta a Yeager y Doza lo que le sucedió a su planeta y Yeager le dice que él es el mejor espía de la Resistencia y que eliminan la Primera Orden juntos. Mientras Kaz y Torra ayudan a Yeager y Doza, la Primera Orden decide abandonar el planeta inmediatamente con Tam. Neeku tiene una idea para deshacerse de los soldados de asalto que los arrastran a través de las partes sumergidas del Coloso. Yeager y Kaz cortan a Tierny, Pyre y Tam en la lanzadera de primer orden, pero están acorralados por los soldados de asalto restantes. Intentan razonar con Tam, pero ella decide ponerse del lado de la Primera Orden, ya que todavía está molesta con ellos por mentirle todo este tiempo y abandona la plataforma. Cuando Neeku toma el Colossus en el aire, el Agente Tierny y Pyre se van con Tam. Doza libera a los Ases y los envía para defender la nave de los luchadores TIE de la Primera Orden. La tía Z y Hype Fazon regresan para ayudar a Doza y su equipo a proteger el Coloso. Mientras los Ases pelean, los piratas aparecen para ayudar en el liderazgo de Synara. Juntos, los Ases y los piratas eliminan a los combatientes de la Primera Orden TIE. Yeager casi es derribado por el comandante Vonreg, pero Kaz se las arregla para derribarlo primero, mientras que aparece un Destructor Estelar clase Resurgente. Incapaz de vencer al Destructor Estelar, todos se retiran al hangar y Colossus salta al hiperespacio para encontrarse con la Resistencia en D'Qar. Mientras estaba en el hiperespacio, Neeku revela que no pudo ingresar las coordenadas completas a D'Qar antes de saltar, por lo que la tripulación no tiene forma de saber dónde estará la galaxia una vez que salga del hiperespacio. |                                                            |                           |                           |                         |        |

### Cortos 2018
| N.º                                                                    | Título                                   | Estreno en Estados Unidos | Estreno en Hispanoamérica | Estreno en España     | Código |
| ---------------------------------------------------------------------- | ---------------------------------------- | ------------------------- | ------------------------- | --------------------- | ------ |
| 1                                                                      | «“La búsqueda de Kaz”»                   | 10 de diciembre de 2018   | 2019                      | 21 de enero de 2019   | C01    |
| ¡BB-8 va en una aventura y trata de encontrar a Kaz!                   |                                          |                           |                           |                       |        |
| 2                                                                      | «“Dardo y a cubierta”»                   | 10 de diciembre de 2018   | 2019                      | 23 de enero de 2019   | C02    |
| ¡El juego de Kaz y Bucket va mal al intentar impresionar a sus amigos! |                                          |                           |                           |                       |        |
| 3                                                                      | «“La recompensa de Neeku”»               | 10 de diciembre de 2018   | 2019                      | 25 de enero de 2019   | C03    |
| ¡La comida de Neeku se aleja de él en el mercado!                      |                                          |                           |                           |                       |        |
| 4                                                                      | «“Cuando los ladrones pasan por...”»     | 17 de diciembre de 2018   | 2019                      | 28 de enero de 2019   | C04    |
| ¡Es una mala idea intentar robarles a Flix y Orka!                     |                                          |                           |                           |                       |        |
| 5                                                                      | «“Cofre del tesoro”»                     | 17 de diciembre de 2018   | 2019                      | 30 de enero de 2019   | C05    |
| ¡Flix y Orka intentan abrir un cofre con resultados desastrosos!       |                                          |                           |                           |                       |        |
| 6                                                                      | «“G-LN”»                                 | 17 de diciembre de 2018   | 2019                      | 31 de enero de 2019   | C06    |
| ¡Hay una razón por la que las Cantinas no sirven a los droides!        |                                          |                           |                           |                       |        |
| 7                                                                      | «“Búsqueda del cubo”»                    | 23 de diciembre de 2018   | 2019                      | 4 de febrero de 2019  | C07    |
| La búsqueda de un cubo.                                                |                                          |                           |                           |                       |        |
| 8                                                                      | «“Desmotivado”»                          | 24 de diciembre de 2018   | 2019                      | 8 de febrero de 2019  | C08    |
| Desmotivado.                                                           |                                          |                           |                           |                       |        |
| 9                                                                      | «“La necesidad de velocidad”»            | 24 de diciembre de 2018   | 2019                      | 11 de febrero de 2019 | C09    |
| la necesidad de velocidad.                                             |                                          |                           |                           |                       |        |
| 10                                                                     | «“Sesenta segundos para la destrucción”» | 31 de diciembre de 2018   | 2019                      | 15 de febrero de 2019 | C10    |
| 60 segundos previos a la destrucción.                                  |                                          |                           |                           |                       |        |
| 11                                                                     | «“El día de Buggle”»                     | 31 de diciembre de 2018   | 2019                      | 18 de febrero de 2019 | C11    |
| La búsqueda de un cubo                                                 |                                          |                           |                           |                       |        |
| 12                                                                     | «“La revancha”»                          | 31 de diciembre de 2018   | 2019                      | 22 de febrero de 2019 | C12    |
| la revancha                                                            |                                          |                           |                           |                       |        |

### Segunda Temporada (2019 - 2020)
La segunda temporada transcurre entre los episodios 8 y 9, Los Últimos Jedi y El Ascenso de Skywalker; 34 DBY - 35 DBY
| N.º | Título                            | Estreno en Estados Unidos | Estreno en Hispanoamérica | Estreno en España | Código  |
| --- | --------------------------------- | ------------------------- | ------------------------- | ----------------- | ------- |
| 22 | «“Hacia lo desconocido”»          | 6 de octubre de 2019      | 8 de diciembre de 2019    | 2019              | 201     |
| El Coloso sale del hiperespacio apareciendo en una región desconocida. En las cubiertas inferiores del Coloso, Kazuda y sus amigos trabajan para restaurar la gravedad artificial de la estación, y tienen que evitar que el droide astromecánico de la primera orden escondido en El Coloso envíe un mensaje con su ubicación a sus camaradas en el sistema Castilon. A bordo de un Destructor Estelar, Tam promete su lealtad a la Primera Orden a raíz de la aparente traición de Kazuda, incluso si eso significa revelar la ubicación del Coloso. Kazuda le envía un mensaje, esperando disculparse, pero Tam interrumpe la transmisión y se pone su casco piloto TIE. |                                   |                           |                           |                   |         |
| 23 | «“Un saqueo rápido ”»             | 13 de octubre de 2019     | 15 de diciembre de 2019   | 2019              | 202     |
| Tam escucha la transmisión de Kazuda y es vista por Jace Rucklin, ahora piloto de cadetes de la Primera Orden. Rucklin obliga a Tam a entregar la comunicación al Agente Tierny que decide desencriptarlo para encontrar la ubicación de El Coloso. El Coloso llega a D'Qar para descubrir que la base de la Resistencia ha sido destruida, y que el suministro de coaxio de la nave se ha agotado, lo que hace imposible dar otro salto al hiperespacio. Kaz sugiere rescatar suministros del combustible "coaxio", de los restos de un acorazado de la Primera Orden, con la ayuda de los piratas. Llegada del hiperespacio la Primera Orden, los Ases defienden al equipo que busca el combustible mientras Neeku transfiere el coaxium inestable al Coloso, con sus escudos fallando justo antes de que puedan dar el salto al hiperespacio. |                                   |                           |                           |                   |         |
| 24 | «“Fuego vivo”»                    | 20 de octubre de 2019     | 22 de diciembre de 2019   | 2019              | 203     |
| Yeager entrena a los Ases, alistando a Kazuda para que lo ayude en base a su experiencia volando hacia la Resistencia. Hype es reacio a ayudar a Kaz o la Resistencia, pero Torra lo convence de ayudar a defender la estación. Mientras entrenan, las criaturas voladoras gigantes pululan a su alrededor, incluido un monstruo con forma de manta raya que se cierne sobre Hype. Los Ases cooperan para frustrar a la bestia, y de vuelta en el Coloso, Hype da una cálida bienvenida a Kaz a los Ases. Mientras tanto, Tam entrena como piloto de caza TIE y salva a Rucklin después de deshabilitar accidentalmente sus controles durante un ejercicio. Se distingue las diferencias: los rebeldes actúan como equipo; la Primera Orden, lo hace como individualidades. |                                   |                           |                           |                   |         |
| 25 | «“Caza en Celsor 3”»              | 27 de octubre de 2019     | 29 de diciembre de 2019   | 2019              | 204     |
| La tripulación del Coloso se está quedando sin suministros, lo que llevó a muchos a pensar en abandonar la nave. Los piratas intentarán cazar al jakoosk con forma de manta raya en el planeta Celsor 3. Kaz y Torra se unen independientemente a la caza, pero la bestia es inmune a su fuego. Muchos de los piratas son arrojados a la superficie, lo que obliga a Kragan y Synara a retirarse en su barcaza. Más tarde, Kaz y Torra regresan al planeta frío y aterrizan en un intento de disparar al jakoosk desde abajo. Sus planes se complican por la mascota rebelde de Torra, Buggles, que se unió a ellos y debido a que los piratas abandonados roban sus naves. Sin embargo, Kaz tiene éxito en derribar el jakoosk, y el Coloso los rescata para celebra con un festín la captura del jakoosk. |                                   |                           |                           |                   |         |
| 26 | «“El ingeniero”»                  | 3 de noviembre de 2019    | 5 de enero de 2020        | 2019              | 205     |
| Kaz y Synara rescatan a una ingeniero del planeta Nikto llamada Ninavakasa Nalor, apodada "Nina", quien ayuda a reparar el Coloso mientras se hace amigo de Neeku. Sin embargo, más tarde descubren que Nina es una agente que trabaja para la Primera Orden con el objetivo de sabotear el Coloso y revelar su ubicación para que reciba ataques del Destructor Estelar de Pyre. Cuando Nina huye al hiperespacio, Kaz y Neeku (que está molesto después de enterarse de la verdad sobre Nina) logran deshacer su sabotaje, permitiendo que el Coloso escape. Decepcionado por el fracaso de Nina, el Agente Tierny le ordena a Pyre que ejecute a Nina si la vuelven a encontrar. |                                   |                           |                           |                   |         |
| 27 | «“Debajo”»                        | 10 de noviembre de 2019   | 12 de enero de 2020       | 2019              | 206     |
| Sin combustible, Kaz, Torra Doza, CB-23, Flix y Orka viajan al mundo natal de Flix, Drahgor III, un mundo tormentoso con minas profundas que contienen combustible. Flix recibe una helada recepción por parte de sus primos, particularmente de Flanx, que acuerda suministrarles combustible a los extranjeros a cambio de ayudar a reparar un taladro roto. Su misión se complica cuando el ascensor que los llevaba funciona mal. Mientras Torra y Orka vuelven a la superficie, los otros son atacados por un gran dragón de Karnex, que captura a Flanx. Rescatado Flanx, son atacados por más dragones. Con la ayuda de Torra y Orka, logran alejar a los dragones y sellar la entrada a sus cuevas. Flix se reconcilia con Flanx, quien le da combustible a los extraterrestres. Al darse cuenta de que las profecías de los antiguos eran correctas, que los dragones existían y que no debía perforarse tan hondo evitando la codicia, Flanx cancela la perforación profunda. |                                   |                           |                           |                   |         |
| 28 | «“Los saqueadores de reliquias”»  | 17 de noviembre de 2019   | 19 de enero de 2020       | 2019              | 207     |
| Kaz, Torra, Freya, CB-23, Kel y Eila viajan a un puesto comercial en el planeta boscoso de Ashas Ree para recolectar suministros. Sin embargo, encuentran que el asentamiento ha sido abandonado debido a la excavación de un antiguo templo Sith. Mientras explora el templo Sith, Kaz está atrapado en una cámara con una arqueóloga llamada Mika Gray, que quiere evitar que la Primera Orden se apodere de una reliquia Sith. Trabajando con Kel, Eila y CB-23, logran escapar de una máquina de molienda gigante. Después de que Mika obtiene la reliquia, el grupo descubre que los asaltantes de la Primera Orden liderados por Raith han capturado a Torra y Freya. Aunque la Primera Orden captura a Kaz, Kel, Eila y CB-23, Mika lanza la reliquia Sith, desatando una poderosa ola de energía que vaporiza a los asaltantes de la Primera Orden, destruyendo la reliquia pero negándola a la Primera Orden. Mika acepta acompañar a Kaz y su grupo de regreso al Coloso, entablando una amistad con Eila. |                                   |                           |                           |                   |         |
| 29 | «“Punto de encuentro”»            | 24 de noviembre de 2019   | 26 de enero de 2020       | 2019              | 208     |
| El Capitán Doza usa una señal de faro para contactar a su esposa, la piloto de la Resistencia Venise Doza, para realizar su reunión anual por el cumpleaños de su hija Torra. Sin embargo, esto llama la atención de la Primera Orden. Después de una batalla muy dura, el Coloso se ve obligado a retirarse al hiperespacio sin poder esperarla. Al tiempo que Venise llega y es capturada por la Agente Tierny. Mientras está en cautiverio, se encuentra con Tam e intenta convencerla que abandone la Primera Orden. Si bien Tam aún no está dispuesta a irse debido a que todavía no se da cuenta de la verdadera naturaleza de la Primera Orden, ella llega a respetar a su adversario y cuestiona su compromiso con la Primera Orden. Venise escapa de su celda con la ayuda de su droide astromecánico Torch del Destructor Estelar, pero no sin antes de luchar con los soldados de asalto y destruir varios TIE para distraer a Tierny, con Tam permitiéndole voluntariamente escapar. Si bien Torra está molesta por no poder encontrarse con su madre, decide no arriesgarse a llamar la atención de Primera Orden. Para animarla, Kaz y los pilotos de los Aces le hacen un pastel de gelatina. Torra y el Capitán Doza pasan tiempo en familia juntos y reflexionan sobre la contribución de Venise a la causa de la Resistencia. |                                   |                           |                           |                   |         |
| 30 | «“El Voxx Vortex 5000”»           | 1 de diciembre de 2019    | 8 de marzo de 2020        | 2019              | 209     |
| Con el Coloso sin dinero, Hype convence al Capitán Doza para que permita que los Ases compitan con su antiguo empleador Hutt, Vranki, quien posee un hotel y casino en el Grupo Voxx, para ganar dinero de él. Sin embargo, el inescrupuloso Hutt engaña a Hype en una carrera amañada con sus droides de carrera, lo que obliga a Hype a trabajar para él y evita que los demás se vayan a menos que le permitan quedarse. El Capitán Doza se ve obligado a enviar a sus pilotos a competir con los droides de carrera de Vranki en el Voxx Vortex 5000 en un intento por recuperar a Hype. El Hutt usa una serie de tácticas sucias para vencer a los ases, dejando solo a Torra y Kaz. Con la ayuda de Neeku, quien descubrió que Vranki está usando algoritmos en sus droides, Kaz y Torra compiten contra los droides de carreras de Vranki. Por consejo de Kaz, Doza convence a Vranki de apostar 50.000 créditos con la promesa de obtener el Coloso si gana. Pero si ganan, todos los pilotos serán liberados y también podrán quedarse con los 50.000 créditos. Aunque Torra queda atr+as en la carrera de postas, Kaz logra vencer a los droides de Vranki con la ayuda de Neeku a pesar de ser obstaculizado por los matones de Vranki. Un humilde Vranki se ve obligado a liberar a los Ases contratados y darles el dinero del precio, lo que les permite irse. Hype se niega a trabajar con su antiguo empleador nuevamente. |                                   |                           |                           |                   |         |
| 31 | «“La maldición de Kaz”»           | 8 de diciembre de 2019    | 15 de marzo de 2020       | 2019              | 210     |
| Mientras juega un juego de apuestas con los piratas Warbird, Kaz es maldecido por el pirata Nikto Leoz, quien está celoso del éxito de Kaz en el juego. Una serie de accidentes a bordo del Coloso aflige a Kaz, lo que lleva a Neeku a creer que está maldito, lo que Kaz se niega a creer. Los problemas de Kaz se complican porque el Coloso viaja a través de un campo de asteroides en el espacio Guavian Death Gang. Después de no poder evitar que un barco guaviano informe de su presencia, Kaz visita al arqueólogo y espiritualista Mika Gray, quien le da un presunto amuleto de buena suerte. Una flota guaviana ataca al Coloso y exige que paguen una tarifa de peaje de 1 millón de crédito o que entreguen el Coloso, con la intención de entregarlos a la Primera Orden. Rechazando sus demandas, el Capitán Doza envía a los Ases a la acción. A pesar de dejar atrás su presunto amuleto de la suerte, Kaz logra derribar varios barcos de Guavia y convence a los otros Ases para que guíen a los guavianos a través del campo de asteroides. Después de escapar, Kaz se da cuenta de que no tenía una maldición y resuelve cuentas con el supersticioso Leoz. |                                   |                           |                           |                   |         |
| 32 | «“De estación a estación”»        | 15 de diciembre de 2019   | 22 de marzo de 2020       | 2019              | 211     |
| Debido a su familiaridad con el Coloso, los cadetes TIE de la primera orden Tam y Jace son asignados en una misión de suministro a la nave Titán, una plataforma de reabastecimiento de combustible igual al Coloso que es controlada por la Primera Orden. Su visita coincide con una misión de Kaz, Neeku y CB-23 para robar un deflector transbinario para reemplazar uno del Coloso. El general Hux asiste a una reunión de altos oficiales de la Primera Orden para discutir operaciones de contrainsurgencia contra la Resistencia. Kaz y Neeku logran llegar a la cámara del hiperimpulsor donde se almacena el deflector, pero son atrapados por un rencoroso y vengativo Jace, que alerta a la Primera Orden sin mostrar ningún respeto por el dúo ni de misericordia con la tripulación del Coloso. Una acción secreta de Tam ayuda al equipo de Kaz a escapar de la cámara hiperimpulsora. Después de una breve escaramuza con las fuerzas de la Primera Orden y de una lucha de los droides astromecánicos con CB 23 en el hangar, el equipo de Kaz escapa en un transbordador. Un furioso Hux le ordena a Pyre que destruya el Coloso. Después del atraco, el Comandante Pyre y el Agente Tierny planean usar a Tam (habiendo estado al tanto de sus acciones) para localizar y destruir al Coloso. Mientras dejan el Titán, Jace expresa su placer por trabajar para la Primera Orden a Tam, sin darse cuenta de la fuga de Kaz, Neeku y CB-23. |                                   |                           |                           |                   |         |
| 33 | «“La agencia desaparecida”»       | 22 de diciembre de 2019   | 29 de marzo de 2020       | 2020              | 212     |
| El espía de la Resistencia Norath Kev es capturado por el cazarrecompensas Iktotchi Axe Tagrin, pero después que el espía lograra enviar una señal de socorro. Kaz, Yeager, CB-23 y Synara viajan al sistema Varkana para rescatarlo. Son entregados por el comerciante y colaboracionista con la Primera Orden llamado Lechee, quien alerta a Axe. Después de interrogar a Lechee, Kaz y su equipo se enteran de que Axe está reteniendo a Norath en su nave. Kaz, Yeager y CB-23 encuentran a Norath solo para ser atrapado a bordo de la nave estelar de Axe. Norath revela que ha estado monitoreando las actividades del mercado negro de la primera orden y ha compilado una lista de colaboradores locales. Kaz y la compañía logran sabotear los motores de Axe, haciendo que la nave se estrelle. Yeager y Synara pelean con Axe, permitiendo que Kaz y Norath escapen. Las fuerzas de la Primera Orden bajo el Comandante Pyre ingresan al sistema Varkana, lo que complica la situación de la Resistencia del Coloso. |                                   |                           |                           |                   |         |
| 34 | «“Fugarse”»                       | 29 de diciembre de 2019   | 3 de mayo de 2020         | 2020              | 213     |
| Axe Tagrin entrega a Yeager, Synara y CB-23 bajo la custodia del Comandante Pyre y el Agente Tierny, quienes los interrogan sobre la ubicación del Coloso y la Resistencia espía a Kaz y Norath. Pyre se niega a pagarle a Tagrin hasta que capture a Kaz y Norath. Después de un encuentro con soldados de asalto y un aldeano asustado pero hostil, Kaz inventa un plan improvisado para infiltrarse en el campamento de la Primera Orden disfrazándose a sí mismo y a Norath como soldados de asalto. El Capitán Doza se ve obligado a esconder al Coloso después de que Tagrin y la Primera Orden descubren su ubicación. Kaz y Norath logran rescatar a Yeager y Synara con la ayuda de CB-23, quien se ha liberado. Después de someter a Pyre, Tierny y Tagrin, escapan a bordo de su lanzadera. A pesar de ser perseguidos por un TIE, son rescatados por el Escuadrón de ases, que se encuentra con el Coloso para ser recogido. Norath invita a Kaz a unirse a la Resistencia, pero él decide quedarse con sus amigos del Coloso. |                                   |                           |                           |                   |         |
| 35 | «“El motín”»                      | 5 de enero de 2020        | 10 de mayo de 2020        | 2020              | 214     |
| Tratando de hacerse cargo del Coloso, el líder de la pandilla pirata Warbirds, Kragan Gorr, compra varios súper droides de batalla B2 a Sidon Ithano, el "Corsario Rojo". Desafortunadamente, los super droides de batalla no están en buenas condiciones para funcionar. Con las tensiones entre el Capitán Doza y los piratas, Doza y Yeager le piden a Neeku que espíe a los Warbirds. Kragan convence a Neeku para que ayude a reparar los super droides de batalla. Synara, que se ha hecho amiga de los lugareños, siente que Kragan está tramando algo y se lo confiesa con Kaz. Con los super droides de batalla listos, Kragan encarcela a Neeku, Kaz y Synara y lanza un motín contra el Capitán Doza, abrumando a los defensores. Sin embargo, Neeku ha reprogramado un droide de batalla B1 (que libera al trío) como comandante, que toma el control de los super droides de batalla y desarma a los piratas. Los Piratas son exiliados del Coloso - excepto Synara - con Doza amenazandolos con ejecutarlos si alguna vez regresan e intentan vengarse. |                                   |                           |                           |                   |         |
| 36 | «“El nuevo Mundo”»                | 12 de enero de 2020       | 17 de mayo de 2020        | 2020              | 215     |
| El Coloso viaja al inexplorado mundo principalmente oceánico de Aeos Prime, con la esperanza de encontrar un refugio seguro. Kaz realiza una expedición de exploración con el ex piloto imperial Griff Halloran y sus droides CB-23 y R5-G9. Kaz descubre una aldea en ruinas, un casco de piloto de caza TIE de la primera orden y una base rebelde abandonada. Él y los demás son capturados por los aeosianos nativos, humanoides de piel azul que cabalgan sobre bestias aladas llamadas Krakavora. Creyendo que los recién llegados son hostiles, la Reina ordena a sus fuerzas atacar al Coloso y ejecutar a Kaz, Griff Halloran y sus droides. Los guerreros aeosianos atacan al Coloso, destruyendo al droide B1 y a varios super droides de batalla. Kaz logra convencer a la Reina de sus intenciones pacíficas curando a un aeosiano herido. La reina pide que se detengan las hostilidades. Después de reunirse con el Capitán Doza, le permite al Coloso buscar refugio en su mundo natal. |                                   |                           |                           |                   |         |
| 37 | «“No hay lugar seguro”»           | 12 de enero de 2020       | 24 de mayo de 2020        | 2020              | 216     |
| Mientras los residentes del Coloso se instalan en su nuevo hogar y se mezclan con los nativos de Eosia, Kaz decide regresar a la Resistencia y hace arreglos con Norath para encontrarse cerca del planeta Baatu, aunque Torra y Neeku no están felices de saber que Kaz se va. Mientras tanto, el Comandante Pyre despacha varios droides sonda para buscar al Coloso. Kaz se encuentra con uno de estos droides sonda mientras sale del planeta Aeos Prime a bordo de la nave Bola de Fuego. Kaz logra destruir el droide sonda, pero la Bola de Fuego sufre un daño extenso. CB-23 logra reparar la nave, permitiendo que Kaz regrese y advierta a Colossus y a los aeosianos que se acerca la Primera Orden. El Destructor Estelar de Pyre llega y despacha varios cazas y bombarderos TIE. Durante la pelea posterior, los cadetes TIE Tam y Rucklin tienen acciones bélicas contra los Ases y sus aliados aeosianos, que logran destruir a varios combatientes y un bombardero. Volando el corredor de Yeager, Kaz, intenta destruir el puente del Destructor Estelar con un misil, pero Tam lo frustra. Después de llegar al espacio, el Coloso logra huir al hiperespacio con los Ases. Yeager y un reacio Kaz creen que Tam ha elegido la Primera Orden y ya no es su amiga. Tam es promovida por el Agente Tierny a Segundo Comandante de Escuadrón por su papel en salvar al Destructor Estelar. |                                   |                           |                           |                   |         |
| 38 | «“Reconstruyendo la resistencia”» | 19 de enero de 2020       | 31 de mayo de 2020        | 2020              | 217     |
| La comandante de la resistencia Venisa Doza se reúne con su familia en el Coloso. Con la aprobación de su esposo, el Capitán Doza, ella recluta a su hija Torra, Kaz y Hype para una misión; la de evacuar a varios reclutas de la Resistencia en Dantooine. Los Ases se unen al Escuadrón de Jade de Venisa, que incluye a Norath Kev y al compañero de la Nueva República de Kaz, Hugh Sion. Los sobrevivientes del Escuadrón Jade y tres de los Ases aniquilan a una patrulla TIE, pero llaman la atención del Comandante Pyre y el Agente Tierny, que envían fuerzas de la Primera Orden, incluidos a Tam en conflicto y a Rucklin sediento de sangre. El Escuadrón Jade se las arregla para encontrarse con los transbordadores, pero son atacados por cazas TIE de la Primera Orden. A pesar de derribar muchos TIE, incluido el del teniente Galek, Rucklin logra derribar uno de los transbordadores. Tam vacilante intenta disparar a la nave de Kaz, pero Sion la frustra, aunque sobrevive. El Escuadrón Jade y los dos transbordadores con cadetes restantes logran escapar al Coloso. Kaz, Torra e Hype están tristes por la pérdida de los cadetes del transbordador derribado, pero Venisa les dice que no pierdan la esperanza. El Capitán Doza permite que los reclutas de la Resistencia se queden, comprometiendo la estación con la Resistencia. Tam es promovida a Líder de Escuadrón por Tierny, pero se gana la enemistad de un celoso Rucklin, quien cree que esa posición debería pertenecerle. Tam, por otro lado, comienza a tener dudas sobre su decisión de unirse a la Primera Orden. |                                   |                           |                           |                   |         |
| 39-40 | «“El escape”»                     | 26 de enero de 2020       | 7 de junio de 2020        | 2020              | 218-219 |
| Después que la Primera Orden bombardea una aldea en Aeos Prime como castigo para los residentes que ayudaron al Coloso, Tam decide desertar de la Primera Orden y regresar al Coloso. Ella organiza reunirse con Kaz, Yeager y CB-23 en Castilon bajo la apariencia de un vuelo de entrenamiento. Tam se ve obligada a noquear a Rucklin y derribar a los otros cazas TIE cuando atacan el transbordador robado de la Primera Orden de Kaz y Yeager. Después de una breve reunión, Tam y sus amigos intentan regresar al Coloso, pero quedan atrapadas en el rayo tractor del Destructor Estelar del Comandante Pyre. Cansado de sus continuos fracasos, el Líder Supremo Kylo Ren ha ordenado a Pyre y Tierny que destruyan el Coloso. Tam y Rucklin son capturados mientras Kaz, Yeager y CB-23 logran escapar. En un intento por salvar su propia vida y demostrar su lealtad, Rucklin revela que el Coloso está en el sistema Barabesh, pero Pyre y Tierny no se mueven. Kaz y Yeager rescatan a Tam, que noquea a Rucklin. Trabajando con CB-23, Kaz, Tam y Yeager envían una transmisión al Coloso advirtiéndoles que huyan. Los humanos son capturados posteriormente, pero CB logra escapar. Los residentes del Coloso deciden ayudar a Kaz, Yeager y Tam y prepararse para enfrentar al Destructor Estelar de Pyre. Durante la batalla que sigue, los Escuadrones As y Jade atacan los motores del Destructor Estelar mientras que CB-23 logra desactivar el generador de escudos del Destructor Estelar. Después de una pelea con Pyre, Kaz y sus amigos escapan del destructor estelar afectado. Tierny es asfixiada con la fuerza por un Ren disgustado cuando el Destructor Estelar explota, matando a Pyre, Tierny, Rucklin y todos los demás a bordo. Yeager, Kaz, Doza, Los Aces y el Escuadrón Jade le dan la bienvenida a Tam en la Taberna de Tía Z. En este episodio por primera vez se hace alusión a la fuerza cuando Venisa Doza utiliza la frase "que la fuerza los acompañe" cuando despide a Yeager y Kaz al iniciar estos su misión. |                                   |                           |                           |                   |         |

## Premios
| Año  | Premios               | Categoría                          | Nominados            | Resultado | Ref.  |
| ---- | --------------------- | ---------------------------------- | -------------------- | --------- | ----- |
| 2019 | Primetime Emmy Awards | Outstanding Children's Program     | Star Wars Resistance | Nominado  |       |
| 2019 | Saturn Awards         | Best Animated Series on Television | Star Wars Resistance | Ganador   | [ 8 ] |
| 2020 | Primetime Emmy Awards | Outstanding Children's Program     | Star Wars Resistance | Nominado  | [ 9 ] |